# Philodoria micropetala
Philodoria micropetala är en fjärilsart som beskrevs av Walsingham 1907. Philodoria micropetala ingår i släktet Philodoria och familjen styltmalar. Inga underarter finns listade i Catalogue of Life.